# 恩多庫茲馬耶斯
恩多庫茲馬耶斯是土耳其的城鎮，位於該國北部，由薩姆松省負責管轄，面積246平方公里，海拔高度10米，主要農作物有煙草、小麥、玉米、稻米，2008年人口11,329。